# Roope Korhonen
Roope Korhonen (18 settembre 1998) è un pilota di rally finlandese, campione WRC-3 nel 2023 e campione finlandese nel 2024.

## Carriera
Fa il suo esordio nei rally nel 2015, quando inizia a partecipare a competizioni di zona; dal 2018 comincia a competere a livello nazionale nella categoria junior per poi esordire nel 2022 nel Campionato del mondo rally, nella categoria WRC-3. L'anno seguente corre contemporaneamente sia nella massima categoria finlandese che nel mondiale, portandosi a casa il titolo di categoria. La stagione successiva continua a correre tra i suoi confini e sale di categoria nel mondiale correndo nel WRC-2, vince le sue prime gare a livello assoluto ed alza il trofeo nazionale. Nel 2025, abbandona gli impegni nazionali per concentrarsi solo su quelli oltre-confine, riuscendo a vincere anche un appuntamento del campionato europeo.

## Palmarès
- 1  WRC-3: 2023
- 1  Campionato finlandese: 2024

### WRC2
| Nº | Anno | Rally                   | Copilota       | Vettura                | Squadra           |
| -- | ---- | ----------------------- | -------------- | ---------------------- | ----------------- |
| 1  | 2025 | 74° Secto Rally Finland | Anssi Viinikka | Toyota GR Yaris Rally2 | Rautio Motorsport |

#### WRC2 Challenger
| Nº | Anno | Rally                          | Copilota       | Vettura                | Squadra           |
| -- | ---- | ------------------------------ | -------------- | ---------------------- | ----------------- |
| 1  | 2025 | 72° Rally Sweden               | Anssi Viinikka | Toyota GR Yaris Rally2 | -                 |
| 2  | 2025 | 58° Vodafone Rally de Portugal | Anssi Viinikka | Toyota GR Yaris Rally2 | -                 |
| 3  | 2025 | 74° Secto Rally Finland        | Anssi Viinikka | Toyota GR Yaris Rally2 | Rautio Motorsport |

#### WRC3
| Nº | Anno | Rally                          | Copilota       | Vettura            | Squadra           |
| -- | ---- | ------------------------------ | -------------- | ------------------ | ----------------- |
| 1  | 2023 | 70° Rally Sweden               | Anssi Viinikka | Ford Fiesta Rally3 | -                 |
| 2  | 2023 | 56° Vodafone Rally de Portugal | Anssi Viinikka | Ford Fiesta Rally3 | Rautio Motorsport |
| 3  | 2023 | 20° Rally Italia Sardegna      | Anssi Viinikka | Ford Fiesta Rally3 | Rautio Motorsport |
| 4  | 2023 | 13° Rally Estonia              | Anssi Viinikka | Ford Fiesta Rally3 | Rautio Motorsport |

#### ERC
| Nº | Anno | Rally            | Copilota       | Vettura                | Squadra        |
| -- | ---- | ---------------- | -------------- | ---------------------- | -------------- |
| 1  | 2025 | 6° Rally Hungary | Anssi Viinikka | Toyota GR Yaris Rally2 | Team MRF Tyres |

#### Altri rally
| # | Stagione | Evento                            | Campionato            | Co-pilota      | Auto                   |
| - | -------- | --------------------------------- | --------------------- | -------------- | ---------------------- |
| 1 | 2024     | 45° SM Auto Sorsa Riihimäki-ralli | Campionato finlandese | Anssi Viinikka | Škoda Fabia RS Rally2  |
| 2 | 2024     | SM Tuuri Ralli 2024               | Campionato finlandese | Anssi Viinikka | Toyota GR Yaris Rally2 |
| 3 | 2024     | Future SM-Ralli 2024              | Campionato finlandese | Anssi Viinikka | Toyota GR Yaris Rally2 |

## Risultati

### WRC
| 2022 | Scuderia | Vettura            |  |  |  |  |  |  |    |  |  |  |  |  |  |  |  |  | Punti | Pos. |
| ---- | -------- | ------------------ |  |  |  |  |  |  | -- |  |  |  |  |  |  |  |  |  | ----- | ---- |
| 2022 |          | Ford Fiesta Rally3 |  |  |  |  |  |  | 33 |  |  |  |  |  |  |  |  |  | 0     |      |

| 2023 | Scuderia          | Vettura                                                          |  |    |  |  |    |    |  |    |    |  |  |     |  |  |  |  | Punti | Pos. |
| ---- | ----------------- | ---------------------------------------------------------------- |  | -- |  |  | -- | -- |  | -- | -- |  |  | --- |  |  |  |  | ----- | ---- |
| 2023 | Rautio Motorsport | Ford Fiesta Rally3 Volkswagen Polo GTI R5 Škoda Fabia Rally2 evo |  | 22 |  |  | 21 | 18 |  | 17 | 42 |  |  | Rit |  |  |  |  | 0     |      |

| 2024 | Scuderia | Vettura                |  |   |  |  |    |  |    |  |    |  |  |  |  |  |  |  | Punti | Pos. |
| ---- | -------- | ---------------------- |  | - |  |  | -- |  | -- |  | -- |  |  |  |  |  |  |  | ----- | ---- |
| 2024 |          | Toyota GR Yaris Rally2 |  | 8 |  |  | 13 |  | 16 |  | 11 |  |  |  |  |  |  |  | 3     | 25º  |

| 2025 | Scuderia | Vettura                |  |    |  |  |    |    |  |    |    |  |  |  |  |  |  |  | Punti | Pos. |
| ---- | -------- | ---------------------- |  | -- |  |  | -- | -- |  | -- | -- |  |  |  |  |  |  |  | ----- | ---- |
| 2025 |          | Toyota GR Yaris Rally2 |  | 10 |  |  | 13 | 36 |  | 13 | 11 |  |  |  |  |  |  |  | 1     |      |

| Legenda | 1º posto | 2º posto | 3º posto | A punti | Senza punti | Ritirato | Squalificato | NP=Non partito C=Gara cancellata | Apice=Power stage |

### WRC2
| 2023 | Scuderia | Vettura                                       |  |  |  |  |  |  |  |  |    |  |  |     |  |  |  |  | Punti | Pos. |
| ---- | -------- | --------------------------------------------- |  |  |  |  |  |  |  |  | -- |  |  | --- |  |  |  |  | ----- | ---- |
| 2023 |          | Volkswagen Polo GTI R5 Škoda Fabia Rally2 evo |  |  |  |  |  |  |  |  | 19 |  |  | Rit |  |  |  |  | 0     |      |

| 2024 | Scuderia | Vettura                |  |   |  |  |   |  |   |  |   |  |  |  |  |  |  |  | Punti | Pos. |
| ---- | -------- | ---------------------- |  | - |  |  | - |  | - |  | - |  |  |  |  |  |  |  | ----- | ---- |
| 2024 |          | Toyota GR Yaris Rally2 |  | 4 |  |  | 6 |  | 8 |  | 6 |  |  |  |  |  |  |  | 32    | 16º  |

| 2025 | Scuderia | Vettura                |  |   |  |  |   |    |  |   |   |  |  |  |  |  |  |  | Punti | Pos. |
| ---- | -------- | ---------------------- |  | - |  |  | - | -- |  | - | - |  |  |  |  |  |  |  | ----- | ---- |
| 2025 |          | Toyota GR Yaris Rally2 |  | 2 |  |  | 4 | 18 |  | 3 | 1 |  |  |  |  |  |  |  | 69    |      |

| Legenda | 1º posto | 2º posto | 3º posto | A punti | Senza punti | Ritirato | Squalificato | NP=Non partito C=Gara cancellata | Apice=Power stage |

### WRC2 Challenger
| 2023 | Scuderia | Vettura                                       |  |  |  |  |  |  |  |  |    |  |  |     |  |  |  |  | Punti | Pos. |
| ---- | -------- | --------------------------------------------- |  |  |  |  |  |  |  |  | -- |  |  | --- |  |  |  |  | ----- | ---- |
| 2023 |          | Volkswagen Polo GTI R5 Škoda Fabia Rally2 evo |  |  |  |  |  |  |  |  | 16 |  |  | Rit |  |  |  |  | 0     |      |

| 2024 | Scuderia | Vettura                |  |   |  |  |   |  |   |  |   |  |  |  |  |  |  |  | Punti | Pos. |
| ---- | -------- | ---------------------- |  | - |  |  | - |  | - |  | - |  |  |  |  |  |  |  | ----- | ---- |
| 2024 |          | Toyota GR Yaris Rally2 |  | 3 |  |  | 5 |  | 6 |  | 4 |  |  |  |  |  |  |  | 45    | 12º  |

| 2025 | Scuderia | Vettura                |  |   |  |  |   |    |  |   |   |  |  |  |  |  |  |  | Punti | Pos. |
| ---- | -------- | ---------------------- |  | - |  |  | - | -- |  | - | - |  |  |  |  |  |  |  | ----- | ---- |
| 2025 |          | Toyota GR Yaris Rally2 |  | 1 |  |  | 1 | 17 |  | 3 | 1 |  |  |  |  |  |  |  | 90    |      |

| Legenda | 1º posto | 2º posto | 3º posto | A punti | Senza punti | Ritirato | Squalificato | NP=Non partito C=Gara cancellata | Apice=Power stage |

### WRC3
| 2022 | Scuderia | Vettura            |  |  |  |  |  |  |   |  |  |  |  |  |  |  |  |  | Punti | Pos. |
| ---- | -------- | ------------------ |  |  |  |  |  |  | - |  |  |  |  |  |  |  |  |  | ----- | ---- |
| 2022 |          | Ford Fiesta Rally3 |  |  |  |  |  |  | 5 |  |  |  |  |  |  |  |  |  | 10    | 16º  |

| 2023 | Scuderia          | Vettura            |  |   |  |  |   |   |  |   |  |  |  |  |  |  |  |  | Punti | Pos. |
| ---- | ----------------- | ------------------ |  | - |  |  | - | - |  | - |  |  |  |  |  |  |  |  | ----- | ---- |
| 2023 | Rautio Motorsport | Ford Fiesta Rally3 |  | 1 |  |  | 1 | 1 |  | 1 |  |  |  |  |  |  |  |  | 100   | 1º   |

| Legenda | 1º posto | 2º posto | 3º posto | A punti | Senza punti | Ritirato | Squalificato | NP=Non partito C=Gara cancellata | Apice=Power stage |

### ERC
| Anno | Scuderia       | Vettura                | 1   | 2      | 3      | 4       | 5   | 6   | 7   | 8   | Pos. | Punti |
| ---- | -------------- | ---------------------- | --- | ------ | ------ | ------- | --- | --- | --- | --- | ---- | ----- |
| 2025 | Team MRF Tyres | Toyota GR Yaris Rally2 | SIE | UNG 15 | SCA 21 | POL Rit | ROM | BAR | CER | CRO |      | 48    |